# Europaschutzgebiet Rohrach
Das Europaschutzgebiet Rohrach ist ein Natura 2000 Europaschutzgebiet und ein Naturwaldreservat in Hohenweiler und Möggers im österreichischen Bundesland Vorarlberg. Es ist ca. 50 ha groß und liegt auf 540 bis 720 m.ü.A. Höhe.
Direkt angrenzend liegt das Naturschutzgebiet Rohrachschlucht im deutschen Bundesland Bayern. Beide Gebiete sind geographisch und ökologisch eine Einheit, getrennt nur durch die Staatsgrenze, die entlang des Rickenbachs in der Rohrachschlucht läuft. Der deutsche Teil ist ca. 170 ha groß.

## Lage und Umgrenzung
Das Rohrach liegt im nördlichsten Teil von Vorarlberg. Die Umgrenzung läuft im Uhrzeigersinn von der Mündung des Laimlesbaches in den Rickenbach entlang der Linie Rickenbach (deutschen Grenze) bis zu den ersten Wiesen in Möggers Weienried – an der Waldgrenze westwärts – Gemeindegrenze zwischen Möggers und Hohenweiler – Laimesbach.
Der Wald liegt etwa in der Mitte des Pfänderstocks. Er ist damit der nordwestlichste Teil der Allgäuer Alpen im weiteren Sinn.

## Entstehung
Der Rickenbach im Rohrach hat eine tiefe Waldschlucht gegraben. Diese Schlucht ist sehr schlecht zugänglich und wurde daher nicht bewirtschaftet. So ist ein urwaldähnlicher Wald entstanden. Er ist einer der wildesten und natürlichsten Gebiete Vorarlbergs. Daher wurden beidseits der Staatsgrenze Schutzgebiete ausgewiesen.

## Naturwaldreservat
Der Rickenbach hat sich bis zu 180 m tief in die Süßwassermolasse des Pfänderstocks eingegraben. Das steile, schwierige Gelände konnte nur wenig genutzt werden. Seit 1992 ist das sehr ursprüngliche Waldgebiet ein Naturwaldreservat, in dem sämtliche Nutzungen unterbleiben – ausgenommen die Jagd auf Rehe, um den Wald vor zu viel Verbiss zu schützen.
Abgestorbene Bäume bleiben im Wald. Mit dem erhöhten liegenden und stehenden Totholzanteil wird die Artenvielfalt gesteigert. So entsteht ein urwaldähnlicher Naturwald.
Die Mischwälder sind durch offene Rutschzonen und Nagelfluhbänke reich gegliedert. Bemerkenswert sind die mächtigen hohen Bäume und vor allem der Reichtum an stehendem und liegendem Totholz, wodurch sich das Rohrach von Wirtschaftswäldern unterscheidet.

## Europaschutzgebiet
Seit 1995 ist das Rohrach auch ein Europaschutzgebiet, ein Fauna-Flora-Habitat-Gebiet nach Richtlinie 92/43/EWG.
Ziel des Europaschutzgebietes ist der Erhalt bzw. die Wiederherstellung eines natürlichen Hang- und Schluchtwald-Komplexes in seiner natürlichen Dynamik. Ein weiteres Ziel ist der Erhalt bzw. Wiederherstellung der gebietsspezifischen Lebensgemeinschaften und wertgebenden Arten, vor allem auf Alt- und Totholz spezialisierte Arten wie Pilze, Flechten und Moose sowie Insekten und Waldvögel, insbesondere Spechtarten. Weiters ist der Erhalt eines störungsfreien Zustandes und die ökologische Vernetzung mit dem angrenzenden deutschen Schutzgebiet ein Ziel.

## Schutzgüter

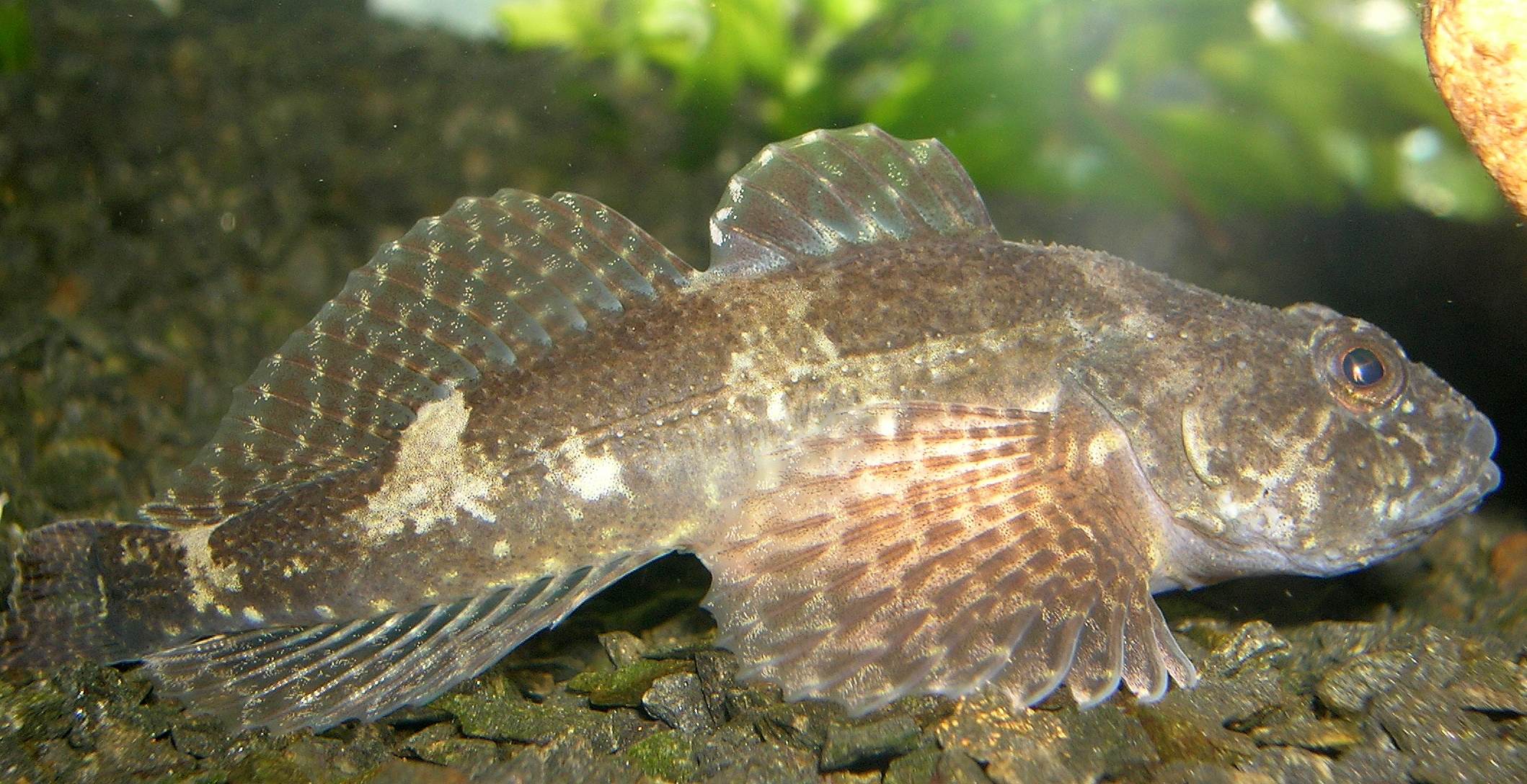
Koppe

Geschützt ist vor allem der einzigartige Lebensraum ohne groben Einfluss des Menschen. Hier kommen auf Grund der sich dynamisch ändernden Schlucht und des vielen Totholzes mehrere natürliche Lebensräume zusammen, die selten und schützenswert sind. Die gebietsspezifischen Schutzgüter sind:

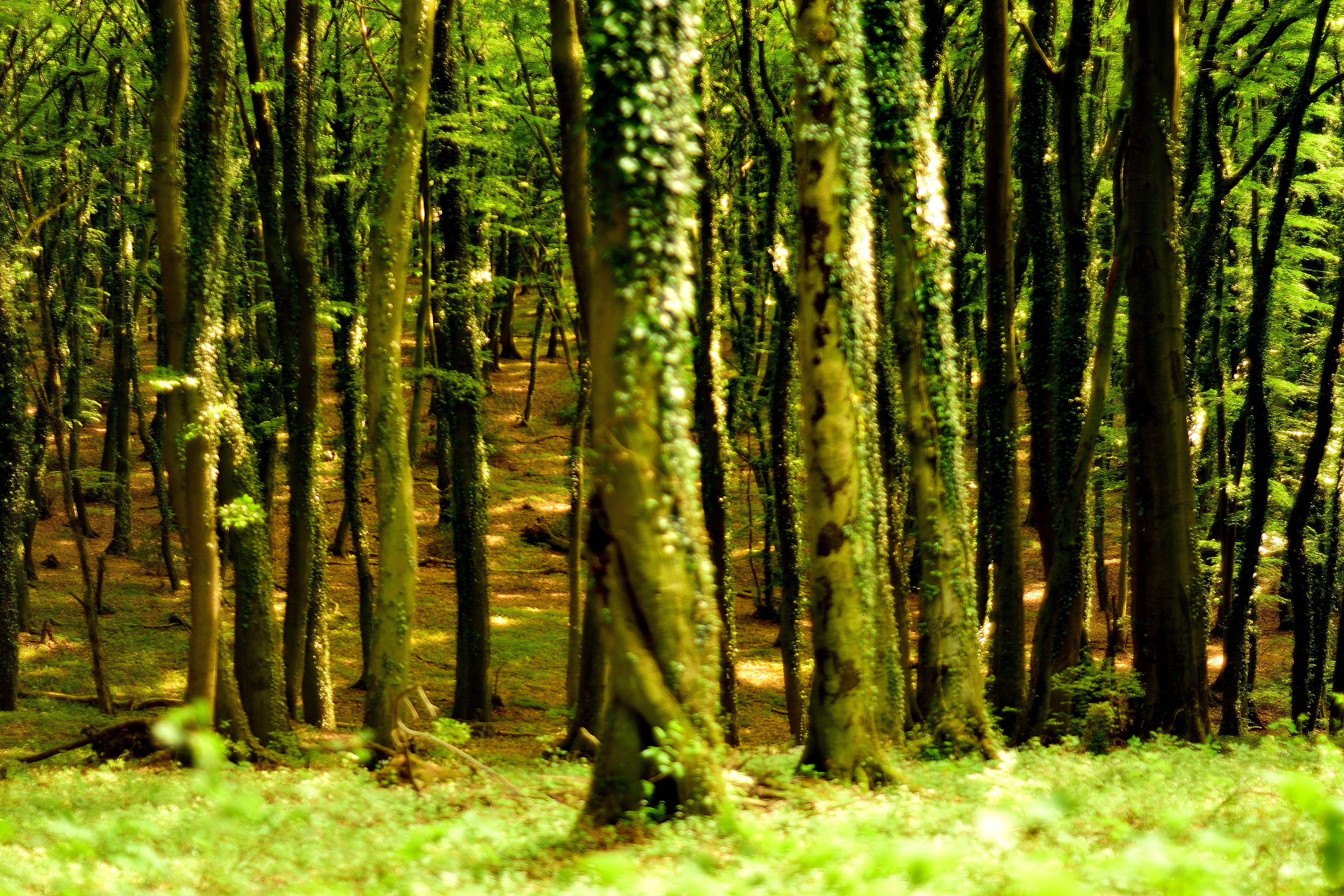
Waldmeister-Buchenwald

- Kalk- und Kalkschieferschutthalden der montanen bis alpinen Stufe (Thlaspietea rotundifolii)
- Waldmeister-Buchenwald (Asperulo-Fagetum)
- Mitteleuropäischer Orchideen-Kalk-Buchenwald (Cephalanthero-Fagion)
- Schlucht- und Hangmischwälder (Tilio-Acerion)

- Auenwälder mit Alnus glutinosa und Fraxinus excelsior (Alno-Padion, Alnion incanae, Salicion albae)

- Koppe (Cottus gobio)[3]

## Verbote
Wildtiere sind vor allem in der Dämmerungszeit aktiv. Jede Störung ist schlecht für die Tiere. Damit die Naturnähe und Besonderheit des Gebietes erhalten werden kann, ist folgendes offiziell verboten:
- Verlassen der markierten Wege
- Befahren mit Fahrrädern oder anderen Fahrzeugen
- Zelten, Lagern und Biwakieren
- Entnahme von Blumen, Pflanzen oder Pflanzenteilen
- Feuer machen
- Abfälle zurücklassen
- Lärm
- Nachttouren
- Betreten in der Morgen- und Abenddämmerung
- Hunde frei laufen lassen[1]

Im Vorarlberger Teil gibt es gar keine markierten Wanderwege, dadurch ist Betreten generell nicht erlaubt. Die inatura betreibt wissenschaftliche Forschung zur Waldökologie und veranstaltet geführte Exkursionen. Diese sind die einzige Möglichkeit, das Gebiet zu betreten.

## Tourismus in der Nähe

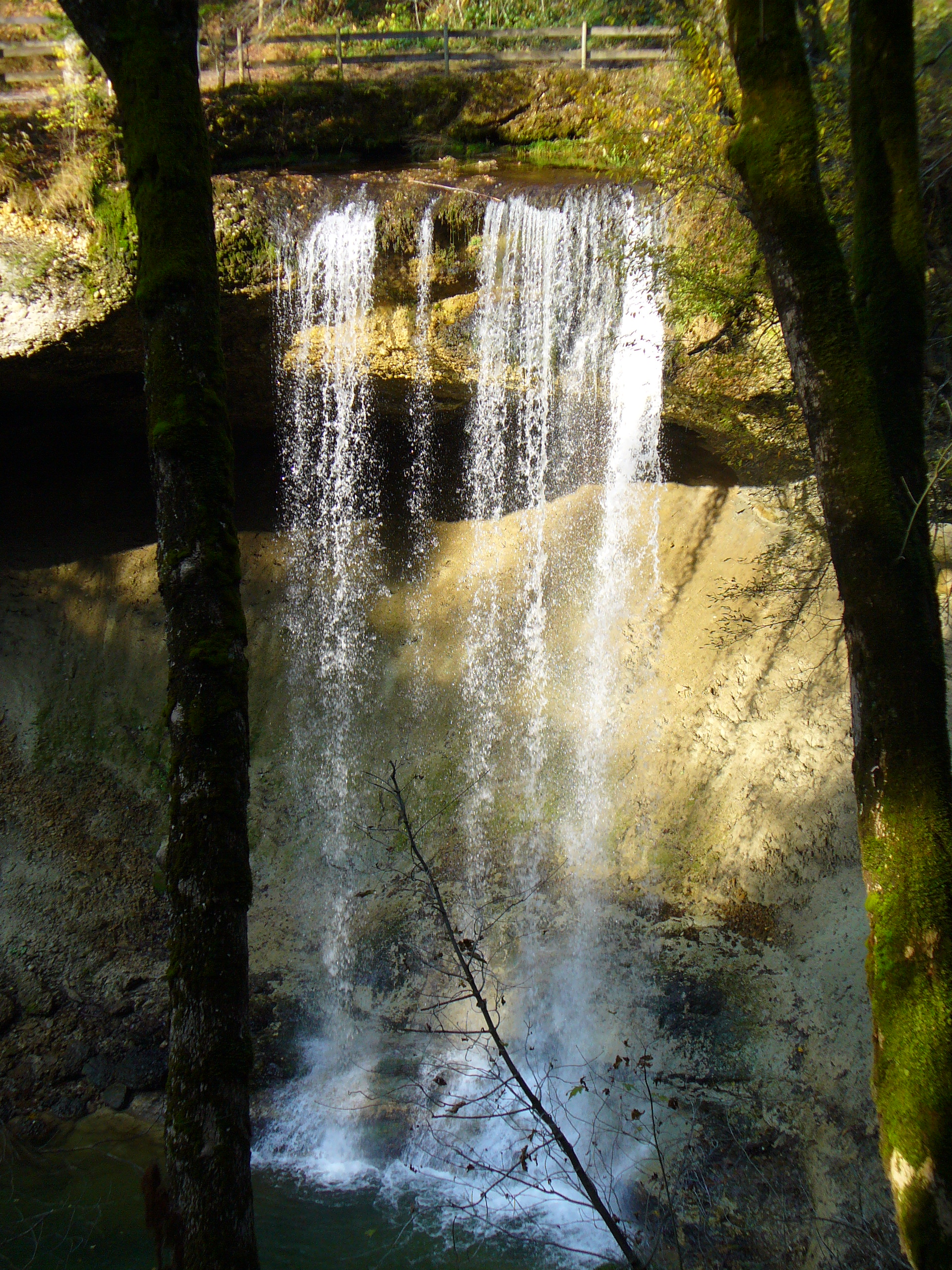
Scheidegger Wasserfälle am Beginn der Schlucht, noch außerhalb des Schutzgebietes

Das Betreten des Schutzgebietes ist nicht erlaubt, es gibt aber viele touristisch interessante Orte in der Nähe:
- Scheidegger Wasserfälle
- Hasenreuter Wasserfälle
- Quelltuff in Möggers
- Burgruine Alt Schönstein
- Waldlehrpfad Möggers
- Skywalk Allgäu
- zahlreiche Wanderwege

Gerade die Wasserfälle und der Waldlehrpfad lassen erahnen, wie es im Schutzgebiet ausschaut, das Schutzgebiet ist allerdings wesentlich wilder und auch gefährlicher.